# Edward Lansdale
Edward Geary Lansdale (Detroit, 6 de fevereiro de 1908 – McLean, 23 de fevereiro de 1987) foi um oficial da Força Aérea dos Estados Unidos que serviu no "Gabinete de Serviços Estratégicos" (Office of Strategic Services) e na CIA. Ele alcançou o posto de general comandante e recebeu a Medalha por Serviços Prestados em 1963. Foi um dos primeiros a propor uma política mais agressiva dos Estados Unidos contra os comunistas durante a Guerra Fria. Lansdale nasceu em Detroit, Michigan e morreu em McLean, Virginia. Foi enterrado no Cemitério Militar de Arlington. Ele se casou por duas vezes e teve dois filhos do primeiro casamento.

## Primeiros anos
Edward G. Lansdale nasceu em Detroit, Michigan, em 1908, o segundo de quatro filho de Sarah Frances Philips natural da Califórnia e Henry Lansdale da Virgínia. Ele se matriculou em escolas de Michigan, Nova York e Califórnia antes de entrar para a Universidade da  Califórnia em Los Angeles. Ali ele começou a escrever para jornais e revistas. Ele se mudou em busca de melhores salários na área da publicidade, para Los Angeles e São Francisco.

## Segunda Guerra Mundial
Durante a Segunda Guerra Mundial, ele serviu no Office of Strategic Services e em 1943 ele graduou-se tenente do Exército, trabalhando em vários postos da Inteligência Militar durante a Guerra. Em 1945, ele foi transferido para o Quartel General das Forças do Pacífico Ocidental com o posto de major, quando se tornou o chefe da Divisão de Inteligência.

## Filipinas
Ele serviu nas Filipinas até 1948 como parte da ajuda ao exército filipino, reorganizando os serviços de inteligência e sendo responsável por solucionar os casos dos inúmeros prisioneiros de guerra. Ele estivera no posto de capitão da Força Aérea dos Estados Unidos em 1947, equivalente ao posto de major. Após deixar as Filipinas em 1948, ele foi instrutor na Escola de Inteligência Estratégica, Base Aérea Lowry, Colorado, onde foi temporariamente promovido para o cargo de tenente-coronel em 1949. Em 1950, o presidente Elpidio Quirino o requisitou pessoalmente para que servisse num grupo de assistência militar das Filipinas, a fim de ajudar os serviços de inteligência das Forças Armadas do país a combaterem os comunistas da Hukbalahap. Ramon Magsaysay tinha sido indicado a secretário da defesa nacional e Lansdale era o oficial de ligação do gabinete. Os dois homens ficaram amigos próximos e visitavam juntos com frequência as áreas de combate. Lansdale ajudou as Forças Armadas Filipinas a desenvolver operações "psicológicas", ações cívicas e reabilitação dos prisioneiros do Hukbalahap em projetos como o EDCOR. Ele foi temporariamente promovido ao cargo de coronel em 1951.

## Vietnã
Lansdale foi membro da missão do general John W. O'Daniel na Indochina em 1953, atuando como conselheiro em operações especiais de contraguerrilha da França contra o Viet Minh. De 1954 a 1957 ele ficou estacionado em Saigon como o chefe da Missão Militar de Saigon (sigla em inglês: SMM). Durante esse período ele atuou no treinamento do Exército Nacional Vietnamita (em inglês, VNA), organizou milícias Caodaistas lideradas por Trinh Minh The e realizou uma campanha de propaganda encorajando os católicos vietnamitas a se mudarem para o sul como parte da Operação Passagem para a Liberdade, além de afirmar que os agentes do Vietnã do Norte estavam a atacar o Vietnã do Sul. Antes do amplamente desacreditado referendo de 1955 para terminar com o Estado do Vietnã em que o Primeiro-Ministro Ngo Dinh Diem derrubou o líder Bao Dai e se proclamou ele próprio Presidente da recém-formada Republica do Vietnã, Lansdale avisou Diem, com quem tinha amizade próxima, para não fraudar a eleição e se conformar com realistas 60–70% de margem de vitória, mas o líder vietnamita não o ouviu. Diem venceu com 98.2% de todos os votos e improváveis 133% em Saigon.
Ele também protegeu e treinou Pham Xuan An, um repórter da Revista Time que era na verdade um espião norte-vietnamita. Em 1961, ele ajudou na publicação da história do Padre Nguyen Lac Hoa, o "sacerdote combatente" que organizara uma milícia chamada Sea Swallows ("Andorinhas do mar") em sua aldeia, formado por exilados chineses católicos anticomunistas.
Em 1961, Lansdale recrutou John M. Deutch para o primeiro trabalho para o governo, agindo como um dos Whiz Kids de Robert McNamara. Deutch se tornaria o 17º diretor da CIA.

## Campanha anticastrista
De 1957 a 1963 Lansdale trabalhou no Departamento de Defesa em Washington, D.C., servindo como Ajudante do Secretario para Operações Especiais, Membro de Apoio do Comitê Presidencial de Assistência Militar e Assistente da Secretaria de Defesa para Operações Especiais. Durante o início dos anos de 1960 ele liderou esforços clandestinos para derrubar o governo de Cuba, incluindo planos para assassinar Fidel Castro. A maior parte dessas propostas foi classificada como Operação Mongoose, nome dado pela CIA para reunir ações contra o Governo Castro. De acordo com Daniel Ellsberg, que era subordinado a Lansdale nessa época, o militar afirmava que tinha sido demitido pelo Secretário de Defesa do Presidente Kennedy, Robert McNamara, após recusar um plano de derrubada do regime de Diem.

## Últimos anos da carreira militar
De 1965 a 1968 ele voltou ao Vietnã para trabalhar na embaixada americana.

## Após a aposentadoria
Lansdale entrou para a reserva em 1 de novembro de 1963. Suas memórias foram publicadas em 1972 com o título de In the Midst of Wars. Sua biografia, The Unquiet American, foi escrita por Cecil Currey e publicada em 1988; o título faz referência à comum mas incorreta crença de que o protagonista do livro de Graham Greene O Americano Tranquilo fora baseado em Lansdale. De acordo com Norman Sherry, autor da biografia autorizada de Greene (The Life of Graham Greene, Penguin, 2004), Lansdale não estivera oficialmente no Vietnã antes de 1954, enquanto Greene escreveu o livro em 1952 após ser despachado como correspondente de imprensa para aquele país. Muitos dos documentos particulares de Lansdale foram destruídos num incêndio de sua casa em McLean no ano de 1972. Em 1981, Lansdale doou a maior parte dos papeis remanescentes a Universidade Stanford da Instituição Hoover.

## Controvérsia JFK
Durante os anos de 1990, Lansdale voltou ao noticiário, em parte, pela inclusão de um personagem chamado  "General Y" (papel de Dale Dye) no filme de 1991 de Oliver Stone (JFK). Ficou implícito que Lansdale seria o "General Y", que enviara o coronel Fletcher Prouty da Força Aérea para fora do país. Prouty era especialista em segurança presidencial e a morte de Kennedy durante sua ausência levantou suspeitas de que Lansdale fosse parte da suposta conspiração. Essa hipótese fora formulada após questões que surgiram sobre a presença de Lansdale no Dealey Plaza no lugar de Prouty, que afirmara ter reconhecido o militar numa fotografia tirada naquele dia pelo Dallas Morning News, imediatamente após o atentado. A foto mostraria Lansdale caminhando ao lado dos "três vagabundos" que foram presos pela polícia de Dallas. Prouty trabalhou na porta ao lado da de Lansdale por 9 anos e reconheceu o corte de cabelo, anel de formatura e os pés. Ele estaria encoberto pelo terceiro vagabundo mas podem ser vistas partes do corpo. Muitas especulações sobre as identidades dos três vagabundos foram feitas e a palavra de Prouty sobre Lansdale foi corroborada pelo General Victor H. Krulak. Daniel Ellsberg, um consultor de Oliver Stone para o filme e ex-subordinado de Lansdale, declarou ter pedido a Stone para não incluir isso no roteiro pois acreditava na inocência de Lansdale frente as alegações.